# Mystic (Iowa)
Pour les articles homonymes, voir Mystic.
Mystic est une ville du comté d'Appanoose, en Iowa, aux États-Unis. À la fin du XIXe siècle, la vallée de Walnut Creek formait une ville minière continue, connue sous différents noms : Jerome, Diamond, Mystic, Clarkdale, Rathbun et Darby (plus tard connue sous le nom de Darbyville).

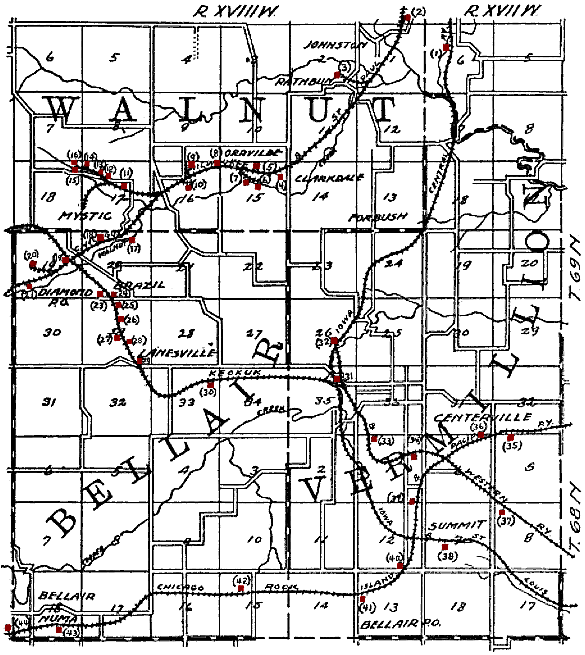
Carte de la région de Mystic et du Brésil de 1908, montrant les chemins de fer et les mines de charbon (en rouge) de la région. Mystic et Brazil sont dans le quadrant supérieur gauche. Les petites mines qui n'expédient pas par chemin de fer ne sont pas représentées.

## Source de la traduction
- (en) Cet article est partiellement ou en totalité issu de l’article de Wikipédia en anglais intitulé « Mystic, Iowa » (voir la liste des auteurs).